# Antyczny DNA

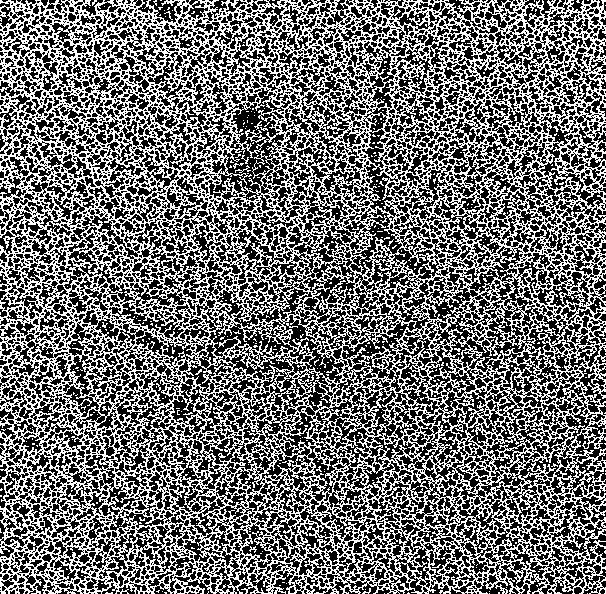
Pokrzyżowany, mający około 4000 lat fragment nici DNA wyizolowany z wątroby staroegipskiego kapłana Nekht-Ankh

Antyczny DNA (aDNA) – DNA wyizolowany z materiału biologicznego pochodzącego od martwych od dawna organizmów.
Amplifikowalny DNA prawdopodobnie nie jest w stanie przetrwać ponad 1 milion lat, choć związanie cząsteczki DNA z otaczającymi ją cząsteczkami takimi jak hydroksyapatyt lub krzemionka może przedłużyć okres jej istnienia, choć również utrudnia jej wyekstrahowanie i zsekwencjonowanie. Do czynników zwiększających zdolność przetrwania DNA należą również niskie temperatury, wysuszenie i wysokie zasolenie.